# Drets del col·lectiu LGBTQ+ a Guam

Els drets del col·lectiu LGBTQ+ a Guam han fet progressos en els darrers anys. L'activitat sexual entre persones del mateix sexe és legal des del 1978 i el matrimoni igualitari està permès des del juny del 2015. El territori dels EUA ara té proteccions contra la discriminació en l'ocupació tant per orientació sexual com per identitat de gènere. A més, la llei federal ha previst la cobertura delsdelictes d'odi des del 2009. Els canvis de sexe són legals a Guam, sempre que el sol·licitant s'hagi sotmès a una cirurgia de reassignació de sexe.

## Història
El poble chamorro tradicionalment ha acceptat l'homosexualitat i les persones transgènere. La societat chamorro era una societat molt tolerant sexualment, on l'homosexualitat mai no es considerava un tabú sinó que "es donava per feta com a part de la vida". La paraula chamorro per a un home gai és mamflorita (literalment flors petites), mentre que lesbiana és malalahi (literalment dones que actuen com a homes).
Després de la colonització espanyola al segle XVII i la posterior occidentalització i americanització de Guam al segle xx, va incorporar els conceptes occidentals de sexualitat i gènere, que fins fa poc estigmatitzaven les persones LGBTQ+. El 1900, el governador naval de Guam va publicar una ordre per la qual "es prohibeix als homes de la comunitat dels illencs Caroline a Guam aparèixer en públic en la seva condició habitual de nus o amb la decoració de "cordó i bossa". El governador naval va promulgar un nou codi penal el 1933; idèntic al de Califòrnia, prohibia la sodomia, la fel·lació (sexe oral) i el cunnilingus, tant heterosexuals com homosexuals, amb penes de presó d'entre un i deu anys. L'únic cas de sodomia reportat a Guam va ocórrer a principis de la dècada de 1950. El cas, conegut com a Pennington contra el Govern, va resultar en una victòria per a l'acusat, acusat de participar en un acte de sodomia, però únicament per motius processals. El Tribunal d'Apel·lacions del Novè Circuit va sostenir que el tribunal de primera instància no havia tingut autoritat per jutjar Pennington sense un jurat.
Els actes homosexuals privats, adults, consensuats i no comercials han estat legals a Guam des d'una reforma del Codi Penal el 1978.

## Reconeixement de les relacions entre persones del mateix sexe
Guam es va convertir en el primer territori d'ultramar dels Estats Units a reconèixer i celebrar matrimonis entre persones del mateix sexe el juny de 2015. El 5 de juny de 2015, la jutgessa en cap Frances Tydingco-Gatewood del Tribunal de Districte dels Estats Units per al Districte de Guam va dictaminar que la prohibició de Guam a les parelles del mateix sexe que es casin és inconstitucional. Va citar la decisió del Tribunal d'Apel·lacions del Novè Circuit en el cas Latta contra Otter, que va anul·lar prohibicions idèntiques a Idaho i Nevada. El territori va començar a emetre llicències de matrimoni a parelles del mateix sexe quatre dies després. La Legislatura de Guam va aprovar la Llei d'Igualtat Matrimonial de Guam de 2015 l'11 d'agost de 2015, fent que les lleis matrimonials de Guam fossin neutres pel que fa al gènere.
El 2009, es va introduir una mesura a la Legislatura de Guam que hauria donat a les parelles del mateix sexe alguns dels mateixos drets i responsabilitats legals que a les parelles casades de sexe diferent. No es va votar.

## Adopció i planificació familiar
Després de la legalització del matrimoni entre persones del mateix sexe a Guam, també s'ha permès l'adopció homoparental. A més, les parelles lesbianes tenen accés a serveis de reproducció assistida, com ara la fecundació in vitro. Guam reconeix el progenitor no genètic i no gestacional com a progenitor legal d'un nen nascut per inseminació de donant, però només si els pares estan casats.
El maig de 2017, el Departament de Salut Pública i Serveis Socials de Guam va anunciar que inclouria els noms d'ambdós cònjuges als certificats de naixement dels fills que tinguin pares del mateix sexe.

## Protecció contra la discriminació i llei de delictes d'odi
A l'agost de 2015, la Legislatura de Guam va aprovar per unanimitat el projecte de llei 102-33, que prohibeix la discriminació basada en l'orientació sexual i la identitat o expressió de gènere en l'ocupació. També està prohibida la discriminació contra els empleats del govern per la seva sexualitat o identitat. La llei federal cobreix els delictes d'odi tant per orientació sexual com per identitat de gènere des del 2009 en virtut de la Llei federal de prevenció de delictes d'odi Matthew Shepard i James Byrd Jr.

## Drets transgènere
Perquè les persones transgènere puguin canviar el seu gènere legal a Guam al seu certificat de naixement, han de proporcionar a l'Oficina d'Estadístiques Vitals una declaració jurada d'un metge que s'han sotmès a una cirurgia de reassignació de sexe. L'Oficina modificarà posteriorment el certificat de naixement del sol·licitant. El supervisor de la Divisió de Vehicles de Motor emetrà un permís de conduir modificat un cop rebi una declaració jurada d'un metge que certifiqui que el sexe del sol·licitant s'ha canviat quirúrgicament.
El maig de 2018, el senador Fernando Esteves va presentar un projecte de llei per facilitar que les persones transgènere poguessin canviar el seu gènere legal. Segons el projecte de llei, les persones transgènere que busquessin un canvi de gènere legal haurien de rebre un permís judicial i enviar a l'Oficina d'Estadístiques Vitals una carta confirmant la seva identitat de gènere. La carta també ha d'haver inclòs documentació d'un psicòleg, treballador social, terapeuta o altre professional amb llicència certificat que afirmi que la sol·licitud del sol·licitant reflecteix el seu sexe o identitat de gènere. No hauria estat necessària la cirurgia. El 13 de desembre de 2018, la Legislatura va decidir ajornar la votació del projecte de llei fins que es resolguessin les qüestions relatives als processos mèdics i d'aplicació de la llei, però el projecte de llei finalment va fracassar el 17 de desembre de 2018, ja que va ser derrotat per 6 vots a favor i 7 en contra.

## Donació de sang
Des del 2023, els homes que tenen relacions sexuals amb homes (HSH) poden donar sang legalment per la FDA, amb la condició de ser monògams.

## Condicions de vida
Guam es considera tolerant i acceptant envers les persones LGBTQ+, amb molt pocs informes de discriminació o assetjament social. Segons una enquesta realitzada a l'abril de 2015 per estudiants de la Universitat de Guam, el 55% dels residents de Guam estaven a favor del matrimoni entre persones del mateix sexe, mentre que el 29% s'hi oposava i el 16% no ho decidien.
Des de la dècada del 1990, hi ha hagut una escena social LGBTQ+ visible, amb un grapat de discoteques i actes socials organitzats localment. El Guam Pride se celebra anualment des del 2017, atraient uns quants centenars de persones.
Guam és membre de l'Associació Internacional de Viatges Gais i Lesbianes i recentment ha començat a comercialitzar-se com a destinació turística per a persones LGBTQ+.

## Taula resum
| Activitat sexual entre persones del mateix sexe legal                                                        | (Des de 1978) |
| Igualtat d'edat de consentiment (16)                                                                         | (Des de 1978) |
| Lleis antidiscriminació en l'ocupació                                                                        | (Des de 2015) |
| Lleis antidiscriminatòries en el subministrament de béns i serveis                                           | No |
| Lleis antidiscriminació en tots els altres àmbits (inclosa la discriminació indirecta i els discursos d'odi) | No |
| Matrimonis entre persones del mateix sexe                                                                    | (Des de 2015) |
| Reconeixement de les parelles del mateix sexe                                                                | (Des de 2015) |
| Adopció de fill adoptiu per parelles del mateix sexe                                                         | (Des de 2015) |
| Adopció conjunta per parelles del mateix sexe                                                                | (Des de 2015) |
| Les persones LGBTQ+ poden servir obertament a l'exèrcit                                                      | / (Des del 2011 per a persones lesbianes, gais i bisexuals, i des del 2025 està prohibit per a persones transgènere) |
| Dret a canviar de gènere legal                                                                               | (Només després d'una cirurgia de reassignació de sexe)                                                               |
| Accés a la FIV per a parelles lesbianes                                                                      | Yes |
| Gestació subrogada comercial per a parelles gays                                                             | (La llei de Guam no diu res sobre la qüestió de la gestació subrogada)                                               |
| Els HSH poden donar sang                                                                                     | (Des del 2023, implementat per la FDA amb la condició de ser monògam)                                                |